# فلسفه برون‌گرایی
اکستروپیانیسم (به انگلیسی: Extropianism) که با عنوان فلسفه برون‌گرایی نیز شناخته می‌شود، «چارچوبی در حال تکامل از ارزش‌ها و استانداردها برای بهبود مستمر شرایط انسانی» است. اکستروپین‌ها معتقدند که پیشرفت‌های علم و فناوری روزی به مردم اجازه می‌دهد تا ابد زندگی کنند. یک فرد اکستروپین ممکن است بخواهد در این هدف مشارکت کند، مثلاً با انجام تحقیق و توسعه یا داوطلب شدن برای آزمایش فناوری جدید.
تفکر برون‌گرایانه که ریشه در مجموعه‌ای از اصول مطرح‌شده توسط فیلسوف مکس مور در کتاب اصول برون‌انگاری دارد، تأکید زیادی بر تفکر منطقی و خوش‌بینی عملی دارد. به گفته مور این اصول «باورها، فناوری‌ها یا سیاست‌های خاصی را مشخص نمی‌کنند». اکستروپین‌ها دیدگاه خوش‌بینانه‌ای نسبت به آینده دارند و انتظار پیشرفت‌های قابل توجهی در قدرت محاسباتی، افزایش طول عمر، فناوری نانو و موارد مشابه دارند. بسیاری از اکستروپین‌ها تحقق نهایی طول عمر نامحدود یا جاودانگی و بازیابی افرادی را که بدن یا مغزشان با استفاده از سرمازیستی حفظ شده است، به لطف پیشرفت‌های آینده در فناوری زیست‌پزشکی یا بارگذاری ذهن پیش‌بینی می‌کنند.

## برون‌گردی
اصطلاح برون‌گردی که توسط مکس مور تعریف شده است، «میزان هوش، نظم عملکردی، سرزندگی، ظرفیت و انگیزه یک سیستم زنده یا سازمانی برای بهبود» است. این به‌معنای متضاد آنتروپی است که به‌صورت استعاری به‌عنوان تمایل به انحطاط و زوال تعبیر می‌شود. اکستروپیانیسم «فلسفه‌ای است که به دنبال افزایش برون‌گرایی است». 